# Тесьер-де-Корне
Тесье́р-де-Корне́ (фр. Teissières-de-Cornet, окс. Teissières de Cornet) — коммуна во Франции, находится в регионе Овернь. Департамент — Канталь. Входит в состав кантона Жюссак. Округ коммуны — Орийак.
Код INSEE коммуны — 15233.
Коммуна расположена приблизительно в 440 км к югу от Парижа, в 110 км юго-западнее Клермон-Феррана, в 9 км к северо-западу от Орийака.

## Население
Население коммуны на 2008 год составляло 207 человек.
| 1962 | 1968 | 1975 | 1982 | 1990 | 1999 | 2008 |
| ---- | ---- | ---- | ---- | ---- | ---- | ---- |
| 132  | 190  | 199  | 194  | 189  | 174  | 207  |

## Экономика
В 2007 году среди 135 человек в трудоспособном возрасте (15—64 лет) 103 были экономически активными, 32 — неактивными (показатель активности — 76,3 %, в 1999 году было 71,4 %). Из 103 активных работали 103 человека (56 мужчин и 47 женщин), безработных не было. Среди 32 неактивных 4 человека были учениками или студентами, 17 — пенсионерами, 11 были неактивными по другим причинам.